# Australogryllacris
Australogryllacris är ett släkte av insekter. Australogryllacris ingår i familjen Gryllacrididae.
Kladogram enligt Catalogue of Life:
| Australogryllacris | \| \| Australogryllacris kirbyi \| \| \| \| \| \| Australogryllacris ornata \| \| \| \| |
|                    | \| \| Australogryllacris kirbyi \| \| \| \| \| \| Australogryllacris ornata \| \| \| \| |
|                    | Australogryllacris kirbyi                                                               |
|                    |                                                                                         |
|                    | Australogryllacris ornata                                                               |
|                    |                                                                                         |